# Liste der Baudenkmäler in Teuschnitz
Auf dieser Seite sind die Baudenkmäler in der oberfränkischen Stadt Teuschnitz zusammengestellt. Diese Tabelle ist eine Teilliste der Liste der Baudenkmäler in Bayern. Grundlage ist die Bayerische Denkmalliste, die auf Basis des Bayerischen Denkmalschutzgesetzes vom 1. Oktober 1973 erstmals erstellt wurde und seither durch das Bayerische Landesamt für Denkmalpflege geführt wird. Die folgenden Angaben ersetzen nicht die rechtsverbindliche Auskunft der Denkmalschutzbehörde.

Diese Liste gibt den Fortschreibungsstand vom 23. Dezember 2024 wieder und enthält 40 Baudenkmäler.

## Ensembles

### Hauptstraße Teuschnitz
Das Ensemble umfasst in seinem Umgriff die Hauptstraße von Teuschnitz, die in ihrer Lage der Marktgründung des 14. Jahrhunderts entspricht und eine vereinheitlichende Bebauung aus der Mitte des 19. Jahrhunderts aufweist. Der Straßenzug ist im südlichen Bereich beidseitig, im nördlichen Bereich westseitig mit traufständigen, gegliederten Sandsteinquaderbauten bebaut, die nach dem Stadtbrand von 1844 errichtet wurden. Diese verbildlichen den Anspruch des ehemaligen Oberamtes Teuschnitz im 19. Jahrhundert als „Metropole“ des Frankenwaldes zu gelten. Einen besonderen Akzent setzt das 1854 an der platzartigen Erweiterung der Hauptstraße errichtete Rathaus mit Glockenturm und Uhr. Dominierender Bau im Straßenbild ist die 1949, anstelle eines Vorgängerbaus, errichtete katholische Pfarrkirche Mariä Himmelfahrt. Die jetzt als Parkanlage genutzte Freifläche südlich der Kirche entstand vor 1854, als die Reste des ehemaligen Schlosses endgültig abgebrochen wurden. (Aktennummer E-4-76-180-1)

## Baudenkmäler nach Gemeindeteilen

### Teuschnitz
| Lage                                                                     | Objekt                                    | Beschreibung | Akten-Nr.                       | Bild                    |
| ------------------------------------------------------------------------ | ----------------------------------------- | --- | ------------------------------- | ----------------------- |
| Hauptstraße 12 (Standort)                                                | Wohnhaus                                  | Zweigeschossiger Traufseitbau mit Sandsteinquaderfassade, 1845 | D-4-76-180-3 Wikidata           | weitere Bilder          |
| Hauptstraße 15 (Standort)                                                | Wohnhaus                                  | Zweigeschossiges Eckgebäude mit versetzten Sandsteineckquadern und abgewalmtem Schieferdach, bezeichnet „1844“ | D-4-76-180-4 Wikidata           | Wohnhaus                |
| Hauptstraße 16 (Standort)                                                | Wohnhaus                                  | Zweigeschossiger Traufseitbau mit Sandsteinquaderfassade und abgewalmtem Schieferdach, 1844 | D-4-76-180-5 Wikidata           | Wohnhaus                |
| Hauptstraße 18 (Standort)                                                | Wohnhaus                                  | Zweigeschossiger Traufseitbau mit Sandsteinquaderfassade, Mitte 19. Jahrhundert | D-4-76-180-6 Wikidata           | weitere Bilder          |
| Hauptstraße 19 (Standort)                                                | Gasthaus                                  | Zweigeschossiger Traufseitbau mit Sandsteinquaderfassade, 1844 | D-4-76-180-7 Wikidata           | Gasthaus                |
| Hauptstraße 19 (Standort)                                                | Gasthaus, Tanzsaal                        | Zweigeschossiger, verputzter Ziegelbau mit Rundbogenfenstern und Mansarddach, erdgeschossiges Nebengebäude, um 1870 | D-4-76-180-7 zugehörig Wikidata | BW                      |
| Hauptstraße 20 (Standort)                                                | Wohn- und Geschäftshaus                   | Zweigeschossiger Traufseitbau mit Sandsteinquaderfassade, 1845, moderner Gaubenausbau | D-4-76-180-8 Wikidata           | Wohn- und Geschäftshaus |
| Hauptstraße 27 (Standort)                                                | Wohnhaus                                  | Zweigeschossiger Traufseitbau mit Sandsteinquaderfassade und Schieferdeckung, 1844 | D-4-76-180-10 Wikidata          | Wohnhaus                |
| Hauptstraße 30 (Standort)                                                | Wohnhaus                                  | Zweigeschossiger Traufseitbau mit Sandsteinquaderfassade, Zwerchhaus und Schieferdeckung, Mitte 19. Jahrhundert, Ladeneinbau im Erdgeschoss Ehemaliges Amtsgebäude des Bezirksamts Teuschnitz | D-4-76-180-11 Wikidata          | Wohnhaus                |
| Hauptstraße 38 (Standort)                                                | Rathaus                                   | Zweigeschossiger Traufseitbau mit Sandsteinquadern und Glockenturm, Schieferdeckung, 1854 | D-4-76-180-13 Wikidata          | weitere Bilder          |
| Vor Hauptstraße 38 (Standort)                                            | Statue heiliger Johannes Nepomuk          | Sandstein, 1753 | D-4-76-180-14 Wikidata          | weitere Bilder          |
| Hauptstraße 40 (Standort)                                                | Katholisches Pfarrhaus                    | Zweigeschossiger Walmdachbau mit Mittelrisalit, Sandsteinrahmungen und Schieferdeckung, 1829 | D-4-76-180-2 Wikidata           | Katholisches Pfarrhaus  |
| Hauptstraße 42 (Standort)                                                | Wohnhaus                                  | Zweigeschossiger Walmdachbau mit Sandsteingliederung, verputzt, 1854, nachträglicher Arkadendurchgang und Ladeneinbau im Erdgeschoss | D-4-76-180-15 Wikidata          | weitere Bilder          |
| Kirchstraße 1 (Standort)                                                 | Katholische Pfarrkirche Mariä Himmelfahrt | Ausstattung der Vorgängerkirche in Kirchenneubau von 1949 | D-4-76-180-1 Wikidata           | weitere Bilder          |
| Steinbacher Weg 2 (Standort)                                             | Wegkreuz                                  | Gusseisen auf Sandsteinsockel, 19. Jahrhundert | D-4-76-180-16 Wikidata          | BW                      |
| Am Torberg (Standort)                                                    | Wegkreuz                                  | Gusseisen auf Sandsteinsockel, 19. Jahrhundert | D-4-76-180-19 Wikidata          | Wegkreuz                |
| Am Windberg (Standort)                                                   | Wegkreuz                                  | Gusseisen auf Sandsteinsockel, 19. Jahrhundert | D-4-76-180-17 Wikidata          | weitere Bilder          |
| An der Straße nach Marienroth (Standort)                                 | Wegkreuz                                  | Gusseisen auf Sandsteinsockel, bezeichnet „1909“ Dieses Wegkreuz ruht auf einer abgefasten, breiteren Grundplatte, auf der ein quadratischer Sockel mit Walmdachabschluss steht. In die Stirnseite des Sockels ist die Inschrift „Errichtet zur Ehre Gottes von Paul Raab 1909“ eingemeißelt. Auf dem Sockel ist ein 140 cm hohes Kreuz aus Flacheisen angebracht, an dem der 55 cm hohe Korpus befestigt ist. Der zum Himmel aufblickende Christus ist mit einem schmalen Lendentuch bekleidet, seine Füße sind nebeneinander an den Kreuzstamm genagelt. Am Fuß des Kreuzes steht eine 50 cm hohe Figur der Gottesmutter Maria. Beide Figuren wurden nachträglich an das Kreuz angeschraubt; eine ebenfalls nachträglich angebrachte Inschrifttafel am Kopf des Kreuzes fehlt.:94–95 | D-4-76-180-18 Wikidata          | Wegkreuz                |
| Am alten Fuhrweg nach Förtschendorf, 500 m westlich des Ortes (Standort) | Wegkreuz                                  | Gusseisen auf Sandsteinsockel, 19. Jahrhundert Der rechteckige Sockel dieses Wegkreuzes besitzt einen gekehlten Abschluss. Alle vier Seiten zeigen je zwei spitzgiebelig zulaufende Felder mit einer Rosette darüber. Der Kreuzaufsatz aus Gusseisen wird von einem breiteren Unterteil eingeleitet. In dessen unteren Ecken befinden sich kleine reliefierte Kreuze, dazwischen ornamentiertes Rankenwerk. Darüber folgt eine von angedeuteten kannelierten Säulen gerahmte, rundbogige Bildnische. Über der Bildnische ist ein Kelch dargestellt. Der Kreuzfuß wird von zwei knienden, barockisierenden Engeln flankiert, Kreuzstamm und Querbalken sind durchbrochen und verziert. Über dem Korpus Christi befindet sich eine von einem Strahlkranz umgebene Scheibe mit den verschlungenen Buchstaben „IHS“.:97 | D-4-76-180-20 Wikidata          | Wegkreuz                |
| Am Fuß- und Radweg nach Reichenbach, am Wasserhochbehälter (Standort)    | Wegkapelle                                | Verschieferter Holzbau, 19. Jahrhundert; mit Ausstattung Der schlichte verschieferte Holzbau mit Walmdach wurde in seiner heutigen Form errichtet, nachdem ein umstürzender Baum den Vorgängerbau erheblich beschädigt hatte. Zur Ausstattung der Kapelle gehört unter anderem eine lebensgroße Muttergottes-Statue, die ursprünglich aus der Pfarrkirche in Teuschnitz stammt.:168–169 | D-4-76-180-21 Wikidata          | weitere Bilder          |
| An der Straße nach Reichenbach, 100 m nördlich des Ortes (Standort)      | Wegkreuz                                  | Gusseisen auf Sandsteinsockel, 19. Jahrhundert Der Sandsteinsockel dieses Wegkreuzes besitzt einen gesimsten Abschluss. An Stirnseite und Rückseite befinden sich glatte Felder ohne Inschrift, die beiden anderen Seiten zeigen je ein hervortretendes Relief einer Fackel. Der hohe Kreuzaufsatz wird an seiner Rückseite von einer Eisenstange gestützt. Unter dem Korpus Christi befindet sich am Fuß des Kreuzes eine stehende Figur der Heiligen Maria, über dem Korpus eine Schrifttafel mit den Buchstaben „INRI“. Figuren und Schrifttafel wurden nachträglich an das Kreuz angeschraubt.:97–98 | D-4-76-180-22 Wikidata          | weitere Bilder          |
| 1400 m südöstlich des Ortes ()                                           | Wegkreuz                                  | Gusseisen auf Sandsteinsockel, 19. Jahrhundert | D-4-76-180-24 Wikidata          |                         |
| Oberer Reichenbach, am Rad- und Fußweg nach Reichenbach (Standort)       | Wegkreuz                                  | Sandstein, 19. Jahrhundert Der Überlieferung nach wurde dieses Flurdenkmal von einem Bauern gestiftet, der mit einem Ochsengespann sein Feld bestellte. Als die Tiere scheuten und in Panik gerieten, wurde der Mann von der angespannten Egge erfasst und mitgeschleift. Als er in seiner Not die Gottesmutter anrief, sollen die Ochsen unvermittelt stehen geblieben sein. Aus Dankbarkeit für seine Rettung ließ der Bauer dieses Wegkreuz errichten. Dessen Sockel ist an der Basis gestuft, das Feld an der Stirnseite trägt die Inschrift „Gelobt sei Jesus Christus“. Der gekehlte Abschluss lädt weit nach allen Seiten aus. Über dem Scheitelpunkt der abgeschrägten Plattform erhebt sich ein Sandsteinkreuz, das am Kreuzfuß zweifach gestuft ist. Die Vierung ist mit konvexen Armschrägen verstärkt. Der Korpus und die Inschrifttafel mit den Buchstaben „INRI“ am Kopf des Kreuzes bestehen aus Metall.:98 | D-4-76-180-41 Wikidata          | Wegkreuz                |

### Haßlach
| Lage                                                                       | Objekt                                                   | Beschreibung | Akten-Nr.              | Bild           |
| -------------------------------------------------------------------------- | -------------------------------------------------------- | --- | ---------------------- | -------------- |
| Bei Am Roller 8 (Standort)                                                 | Wegkreuz                                                 | Gusseisen auf Sandsteinsockel, 19. Jahrhundert Der Sandsteinsockel dieses Wegkreuzes ist oben an drei Seiten walmdachartig abgeschrägt. Das Feld an der Stirnseite ziert ein reliefiertes griechisches Kreuz, die beiden Seitenfelder sind leer. Der Kreuzaufsatz mit breiter angelegten Enden ist mit Rankenwerk verziert. Der auf einem Suppedaneum stehende Korpus ist von Strahlenbündeln umgeben, die von der Vierung des Kreuzes ausgehen. An dessen Kopf befindet sich ein Schriftband mit den Buchstaben „INRI“. Der Überlieferung nach soll am Standort des Kreuzes ein Mensch erschlagen und anschließend über den Sandsteinfelsen (ein ehemaliger Bierkeller) in die Tiefe gestürzt worden sein.:28–29 | D-4-76-180-27 Wikidata | Wegkreuz       |
| Luckenberg 10 (Standort)                                                   | Katholische Pfarrkirche St. Maria und Vierzehn Nothelfer | Saalbau mit Sandsteingliederungen, Satteldach und spitzbehelmtem Fassadenturm, 1645/1646, über älterem Kern; mit Ausstattung | D-4-76-180-25 Wikidata | weitere Bilder |
| Bei Luckenberg 10, am Aufgang zur Kirche (Standort)                        | Zwei Bildstöcke                                          | Sandstein, ionische Säulen und Aufsätze mit Bogenabschlüssen und Steinkreuzen, 1704 Diese beiden gleichartigen ionischen Bildstöcke ruhen auf konkav-konvex geformten Sockeln. Darauf erheben sich die von Ringwulsten unterteilten Säulenschäfte, die mit ionischen Kapitellen enden. Unterhalb der Kapitelle ist die Jahreszahl „1704“ eingemeißelt, die beim östlichen der beiden Flurdenkmäler aufgrund von Ausbesserungsarbeiten jedoch beschädigt ist. Die schmalen Aufsätze, deren Unterteile mit Laubwerk verziert sind, laden seitlich aus. Auf den geschwungenen Abschlussgesimsen befinden sich Steinkreuze als Bekrönung. In die Bildnischen an den Stirnseiten sind bemalte Blechtafeln eingelassen.:39 | D-4-76-180-26 Wikidata | weitere Bilder |
| Steinbacher Straße 26, im Garten (Standort)                                | Bildstock                                                | Sandstein, kurzer Pfeiler mit korinthischem Kapitell und vierseitiger Aufsatz mit Bildnischen, Bogengiebeln, Steinkugel und Eisenkreuz, zweite Hälfte 19. Jahrhundert Zum Anlass für die Errichtung dieses Flurdenkmals existieren zwei verschiedene Erzählungen. Zum einen soll der Bildstock an die überstandene Pest im Jahr 1790 erinnern, zum anderen soll er dem Gedenken an einen Reiter dienen, der mitsamt seinem Pferd im sumpfigen Tal der Haßlach versunken sein soll. Das Denkmal ruht auf einem quadratischen Sockel, auf dem ein kurzer, oktogonaler Pfeilerschaft mit romanisierendem Kapitell steht. Der Aufsatz wird von eingezogenen Rundbogen geschlossen und trägt als Bekrönung eine Steinkugel und ein Eisenkreuz. Die vier Bildnischen werden von säulenartigen Eckvorlagen getrennt; die Reliefs zeigen die Krönung Mariens, den Heiligen Antonius von Padua, das Christusmonogramm mit einem Kleeblattkreuz und die Glosberger Muttergottes.:39–40 Eine Marienstatue in dem nördlich der Kreisstadt Kronach gelegenen Wallfahrtsort soll 1727 mehrmals blutige Tränen geweint haben, weshalb dieses Motiv auf zahlreichen Bildstöcken im Frankenwald zu finden ist. | D-4-76-180-28 Wikidata | Bildstock      |
| Am Schönwappenweg, etwa 2 km nordöstlich des Ortes am Eppenberg (Standort) | Grenzstein, sogenannter Dreiwappenstein am Kießlich      | Sandstein, 1717 | D-4-76-152-30 Wikidata | weitere Bilder |

### Kremnitzmühle
| Lage                                                     | Objekt          | Beschreibung | Akten-Nr.              | Bild           |
| -------------------------------------------------------- | --------------- | --- | ---------------------- | -------------- |
| Im Wald zwischen Teuschnitz und Rappoltengrün (Standort) | Kremnitzkapelle | Mit Streben besetzter Saalbau aus Sandsteinquadern mit abgewalmtem Schieferdach, Fassadenturm mit Spitzhelm, neugotisch, 1865–1867; mit Ausstattung | D-4-76-180-23 Wikidata | weitere Bilder |

### Rappoltengrün
| Lage | Objekt                                                               | Beschreibung | Akten-Nr.              | Bild                             |
| --- | -------------------------------------------------------------------- | --- | ---------------------- | -------------------------------- |
| Rappoltengrün 8 (Standort) | Wohnstallhaus                                                        | Erdgeschossiger Satteldachbau, verschiefert, 18. Jahrhundert | D-4-76-180-29 Wikidata | weitere Bilder                   |
| Rappoltengrün 14 (Standort) | Katholische Pfarrkirche St. Michael                                  | Saalbau mit Satteldach, Chorturm mit Sakristeianbau und flacher Zwiebelhaube, Grauwacke, bezeichnet „1948“ | D-4-76-180-34 Wikidata | weitere Bilder                   |
| Rappoltengrün 14, auf dem Friedhof (Standort) | Statue heiliger Johannes Nepomuk                                     | Sandstein, Sockel mit seitlichen Voluten, 1821 Die Statue des Heiligen wurde 1821 von Simon Förtsch gestiftet und stand ursprünglich an einem Feldweg mit Blick auf den in der Ortsmitte gelegenen Dorfweiher. Nachdem der Weiher zugeschüttet worden war, wurde die Heiligenstatue auf den Friedhof versetzt. | D-4-76-180-30 Wikidata | Statue heiliger Johannes Nepomuk |
| Rappoltengrün 14, auf dem Friedhof (Standort) | Grabmal der Familie Förtsch                                          | Sandstein, Kreuz mit trauernden Engelsfiguren auf hohem Sockel, neugotisch, um 1875 von J. Köllner | D-4-76-180-35 Wikidata | Grabmal der Familie Förtsch      |
| Am Ortsausgang Richtung Tschirn zwischen zwei Linden (Standort)                                                                                    | Bildstock                                                            | Sandstein, gewundene Weinrankensäule, vierseitiger Aufsatz mit Reliefs der Marienkrönung, Anna selbdritt, Heiliger Familie und Vierzehn Nothelfern, bezeichnet „1750“ Dieser ionische Bildstock, der gelegentlich Hans-oh-Marter genannt wird, ruht auf einem konkav-konvex geformten Sockel, dessen Südseite die verwitterte Inschrift „thomaß Hotder…“ und die Jahreszahl 1750 trägt. Auf ein quadratisches Zwischenstück folgt der mit Fries geschmückte und mit Weinranken und Trauben verzierte, gewundene Säulenschaft, der mit einem ionischen Kapitell endet. Darauf befindet sich der vierseitige Aufsatz, dessen Reliefs unter den eingezogenen Rundbogen Darstellungen der Krönung Mariens, der Heiligen Familie, der Vierzehn Nothelfer mit dem Jesuskind und der Anna selbdritt zeigen. Der Erzählung nach soll zur Zeit des Dreißigjährigen Krieges ein schwedischer Soldat von einem Rappoltengrüner Bauern erschlagen worden sein; der Tote sei dann als Gespenst im Wald umhergeirrt und habe dabei „Hans, oh Hans“ gerufen. Um die Seele des Mannes zu erlösen, wurde vermutlich dieser Bildstock errichtet.:79–80 | D-4-76-180-36 Wikidata | weitere Bilder                   |
| Dober; Die Dober; Dobergrund; Dobermühle 1; Distrikt Reichenbacher Wald; Doberbach; Gemeindeholz; Heidäcker; Links am Tschirner Weg; Doberleite () | Typischer Floßbachabschnitt mit Floßteich mit Steinschleuse von 1934 | Gut erhaltene seltene Schrotverbauungen aus den 1930er Jahren und seltene Querverbauungen in Form von „Stangenrutschen“ | D-4-76-182-6 Wikidata  | weitere Bilder                   |

### Wickendorf
| Lage                                                     | Objekt                | Beschreibung | Akten-Nr.              | Bild           |
| -------------------------------------------------------- | --------------------- | --- | ---------------------- | -------------- |
| Austraße (Standort)                                      | Bildstock             | Sockel und vierseitiger Aufsatz mit Bogengiebeln, Sandstein, 18. Jahrhundert | D-4-76-180-32 Wikidata | Bildstock      |
| Dorfplatz 2 (Standort)                                   | Ehemaliges Schulhaus  | Zweiflügeliger Satteldachbau mit rückwärtigem Treppenhausflügel, Bruchsteinsockel, Obergeschoss verschiefert, um 1900 | D-4-76-180-39 Wikidata | weitere Bilder |
| Nähe Dorfplatz (Standort)                                | Wohnstallbau          | Eingeschossig, mit dekorierter Verschieferung, Mitte 19. Jahrhundert | D-4-76-180-73 Wikidata | weitere Bilder |
| Etwa 500 m östlich des Ortes (Standort)                  | Bildstock             | Aufgesockelte Sandsteinplatte mit Bildfeldern und Steinkreuz, 1863 An der unteren Hälfte der nach Norden weisenden Stirnseite trägt dieser flach gehaltene Bildstock unterhalb der Verzierungen die stark verwitterte Inschrift „Zum Andenken gewidmet von M. Gruber 1863“. Das von zwei Säulen flankierte Relief darüber zeigt die Trinität. An der in Richtung Süden gewandten Seite ist die Muttergottes mit dem Jesuskind dargestellt. Der gestuft endende Abschluss des Bildstocks trägt als Bekrönung ein lateinisches Steinkreuz. Anlass für die Errichtung des Flurdenkmals war ein nicht näher überliefertes Unglück beim Transport von Holz.:107–108 | D-4-76-180-33 Wikidata | weitere Bilder |
| Straßäcker, Einmündung der KC17 in die St2198 (Standort) | Wegkapelle St. Martin | Grauwackenstein, bezeichnet „1914“ Der Kapellenbau aus Bruchsteinen wurde 1914 von Johann Martin aus Wickendorf erbaut, um ein Versprechen seines Vaters einzulösen; der Anlass für die Errichtung war „Pech in der Landwirtschaft“. Der Name des Stifters und das Errichtungsjahr sind an einem Inschriftstein an der Ostseite des Türmchens zu lesen, das über dem Eingang auf dem schiefergedeckten, nach Westen hin abgewalmten Satteldach der Kapelle aufsitzt. Der Eingang der Kapelle ist mit einem eisernen Gittertor verschlossen, da die Marienstatue im Inneren bereits mehrmals Opfer von Raub oder Vandalismus war.:188–189                       | D-4-76-180-40 Wikidata | weitere Bilder |

## Ehemalige Baudenkmäler
In diesem Abschnitt sind Objekte aufgeführt, die früher einmal in der Denkmalliste eingetragen waren, jetzt aber nicht mehr. Objekte, die in anderem Zusammenhang also z. B. als Teil eines Baudenkmals weiter eingetragen sind, sollen hier nicht aufgeführt werden. Aktennummern in diesem Abschnitt sind ehemalige, jetzt nicht mehr gültige Aktennummern.
| Lage                                                                          | Objekt             | Beschreibung | Akten-Nr.              | Bild           |
| ----------------------------------------------------------------------------- | ------------------ | --- | ---------------------- | -------------- |
| Rappoltengrün Am westlichen Ortsrand, an der Straße nach Wolfenhof (Standort) | Bildstockfragmente | Sandstein, 1723 Bei diesen Fragmenten handelt es sich um Sockel und Aufsatz eines Bildstocks. Der gebauchte Sockel trägt an der Südseite die Inschrift „HGHF 1723“, die drei anderen Seiten sind glatt. Der Aufsatz wird von eingezogenen Rundbogen geschlossen. Seine Stirnseite zeigt ein Relief der Krönung Mariens, an der linken Schmalseite sind Johannes der Täufer und die Inschrift „S. IOhannes“ zu sehen. An der rechten Seite befinden sich ein Relief des Heiligen Martin und die Inschrift „S. martinus“. Die Rückseite des Aufsatzes wurde vermutlich zusammen mit dem Säulenschaft des Flurdenkmals bei einem Sturz zerstört.:80 | D-4-76-180-31 Wikidata | weitere Bilder |
| Teuschnitz Hauptstraße 24 (Standort)                                          | Scheitelstein      | 1845 | D-4-76-180-9 Wikidata  | Scheitelstein  |
| Teuschnitz Hauptstraße 36 (Standort)                                          | Türsturz           | Bezeichnet „1844“ Das zugehörige Gebäude wurde Anfang des Jahres 2012 abgebrochen, um Raum für einen Neubau zu schaffen. Die zum denkmalgeschützten Ensemble Hauptstraße gehörende Fassade des Erdgeschosses blieb hierbei erhalten. | D-4-76-180-12          | weitere Bilder |
| Wickendorf Austraße 6 ()                                                      | Wohnstallbau       | Eingeschossig, mit dekorierter Verschieferung, Mitte 19. Jahrhundert | D-4-76-180-37 Wikidata |                |